# Rue Haute
Pour les articles homonymes, voir Rue Haute (homonymie).
La rue Haute (en néerlandais : Hoogstraat ; en bruxellois : Uugstroût) est une rue de Bruxelles.

## Situation et accès
Longue de 1 140 mètres, elle commence boulevard de Waterloo et finit boulevard de l’Empereur.
C'est une rue populaire, artère centrale du quartier des Marolles avec la rue Blaes qui lui est parallèle, mais beaucoup plus récente. Elle est aussi la rue la plus longue du « pentagone » (centre de Bruxelles).
| ___ | Ce site est desservi par les stations de métro : Porte de Hal et Gare Centrale. |

## Origine du nom
Cette rue s'allongeait à flanc de coteau, d'où son nom, le long de la vallée de la Senne, ce qui la mettait à l'abri des fréquentes inondations

## Historique

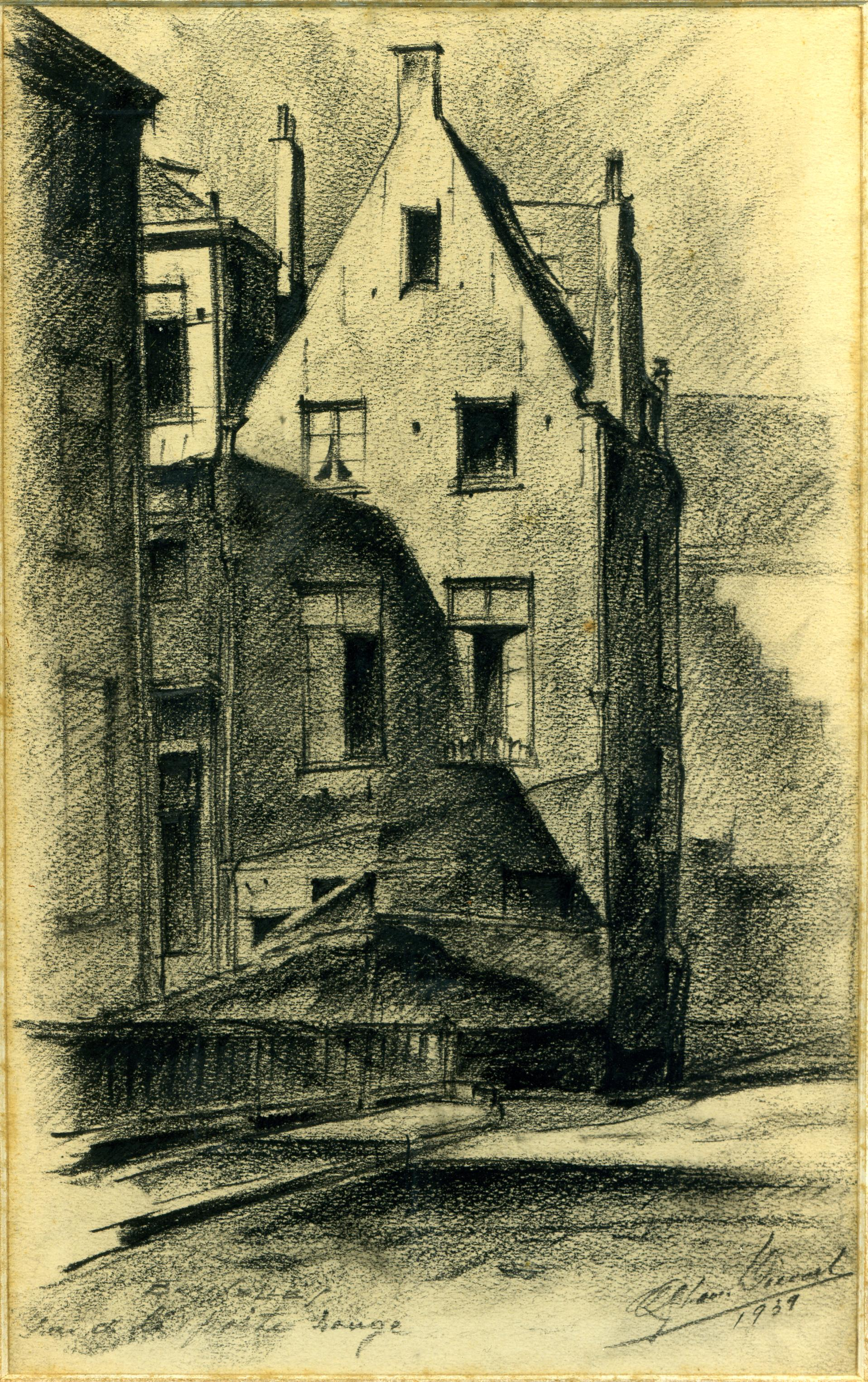
Maison de la Porte Rouge (Maison de Bruegel), rue Haute à Bruxelles, dessin par Léon Van Dievoet, 1939.

La rue Haute est une des voiries les plus anciennes de la ville de Bruxelles, puisqu’elle suit le tracé d'une ancienne route gallo-romaine.
Au Moyen Âge, elle était une des voies de sortie de la ville par la Steenpoort (nl), l'une des sept portes de la première enceinte de Bruxelles, construite au XIIIe siècle. L'emplacement exact de la Steenpoort, détruite, est aujourd'hui matérialisé par des lignes de métal enchâssées dans le revêtement du boulevard de l'Empereur, à quelques mètres de la tour d'angle toujours debout.
Cette voie a été un des pôles de développement de la ville. Englobée dans le périmètre de la seconde enceinte de Bruxelles à la fin du XIVe siècle, elle aboutissait à la porte d’Obbrussel (Haut Bruxelles, future commune de Saint-Gilles), laquelle sera plus tard appelée porte de Hal.
Au XVIe siècle, Pieter Brueghel l'Ancien s'y établit. La maison où sont nés ses deux fils existe toujours.
Tout au long de cette chaussée de liaison entre la ville et les faubourgs s'établissent de riches marchands et des artisans qui habitent les nombreuses petites rues adjacentes.
À partir du XVIIIe siècle, les terrains restants ainsi que les jardins des maisons bourgeoises abandonnées par leurs propriétaires sont utilisés pour y construire de petites maisons ouvrières serrées autour de cours ou de couloirs en une multitude d’impasses qui, considérées comme insalubres, seront détruites comme l'Impasse de Varsovie, sans égard pour leurs habitants, lors des grands travaux d’assainissement de la fin du XIXe siècle et du début du XXe siècle. Seule la remarquable Cité Hellemans (1915) sera construite à destination des habitants du quartier.
Au milieu du XXe siècle, l'architecte belge Francis Metzger grandit rue Haute, sa mère y était responsable d'un magasin de vêtements. Dans une interview accordée en décembre 2012, il déclare qu'il « passait en culotte courte d’échoppes en échoppes afin d'affronter les commerçants aux échecs. »

## Bâtiments remarquables et lieux de mémoire
- No 50 : maison de trois niveaux datée de 1767, classée en 2010 ; façade de style Louis XV[2].
- No 70 : maison du XVIIe siècle au pignon de style baroque tardif, classée en 2010[3].
- No 132 : le peintre Pieter Brueghel l'Ancien (vers 1525-1569) aurait vécu dans cette maison jusqu'à sa mort[4].
- No 188 : maison de type traditionnel avec pignon à gradins[5].

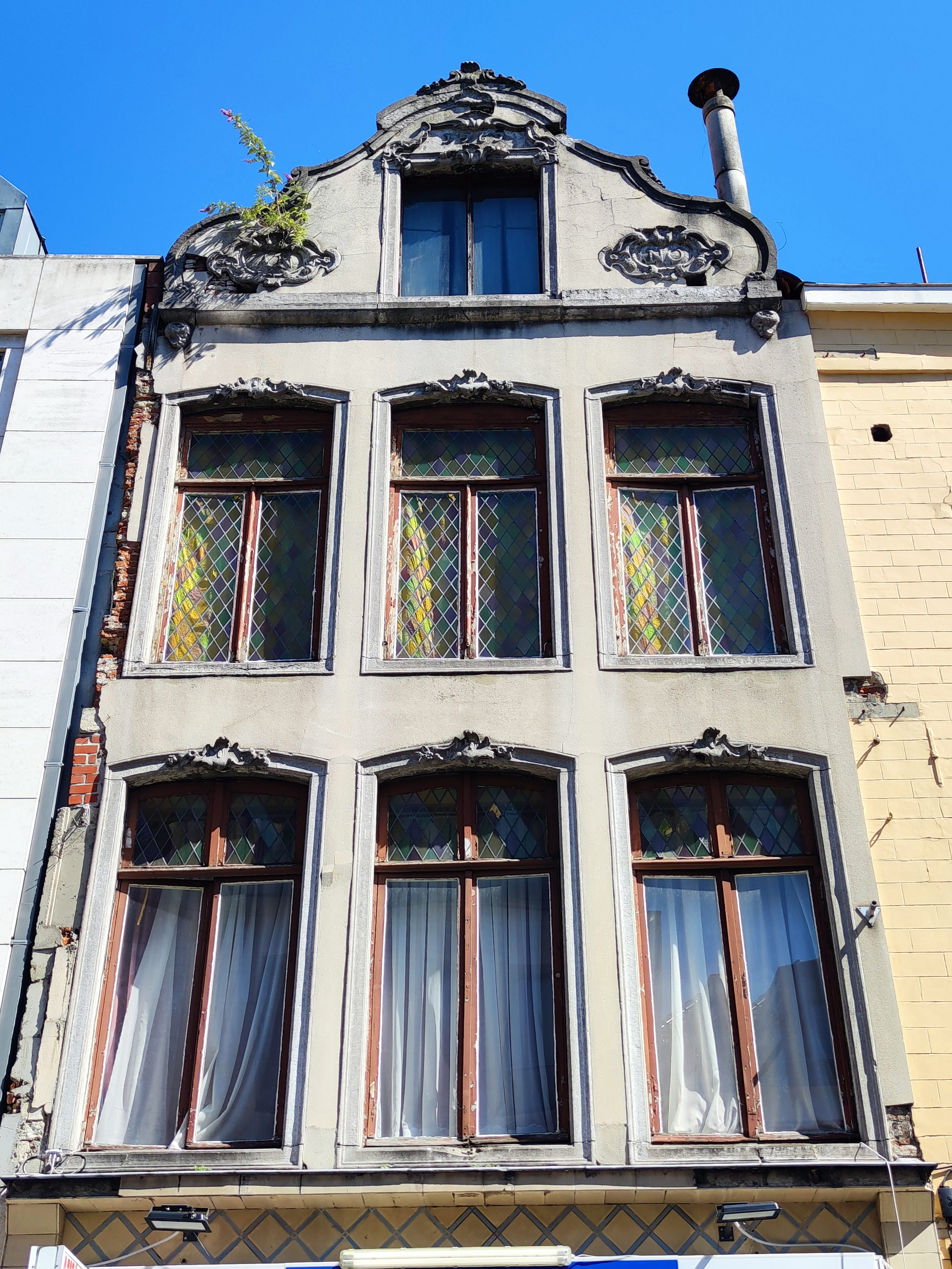
No 50.
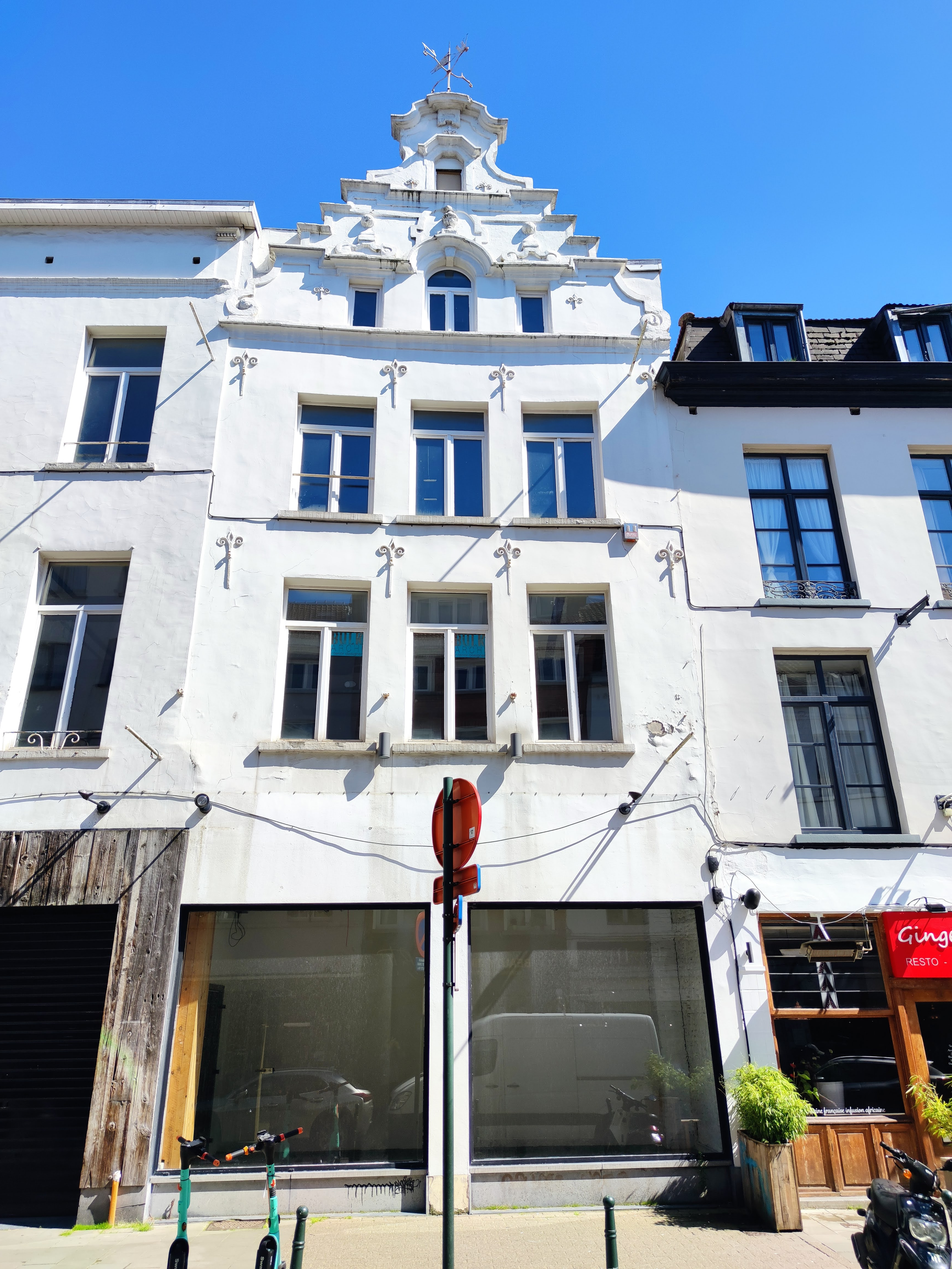
No 70.
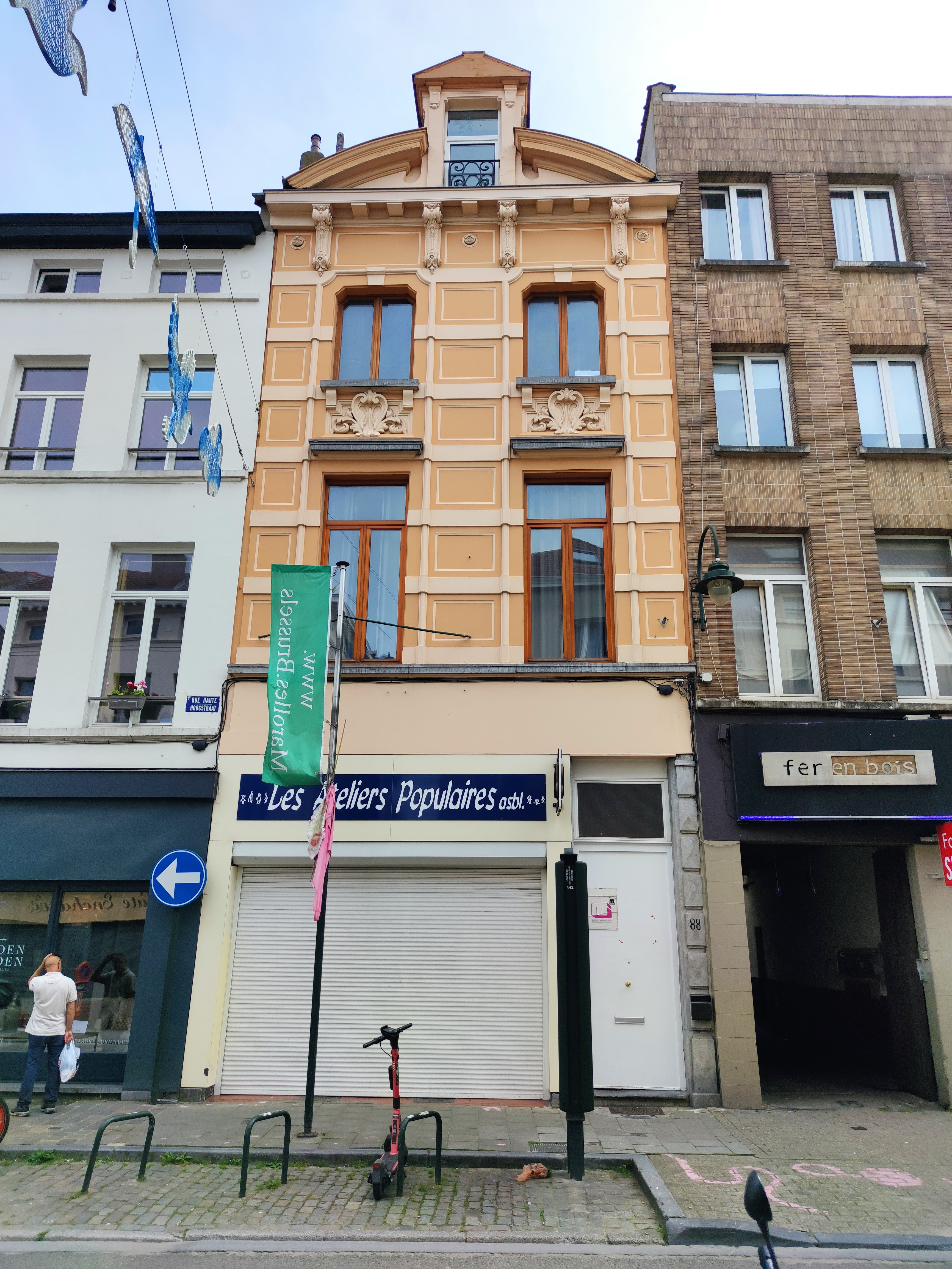
No 88.
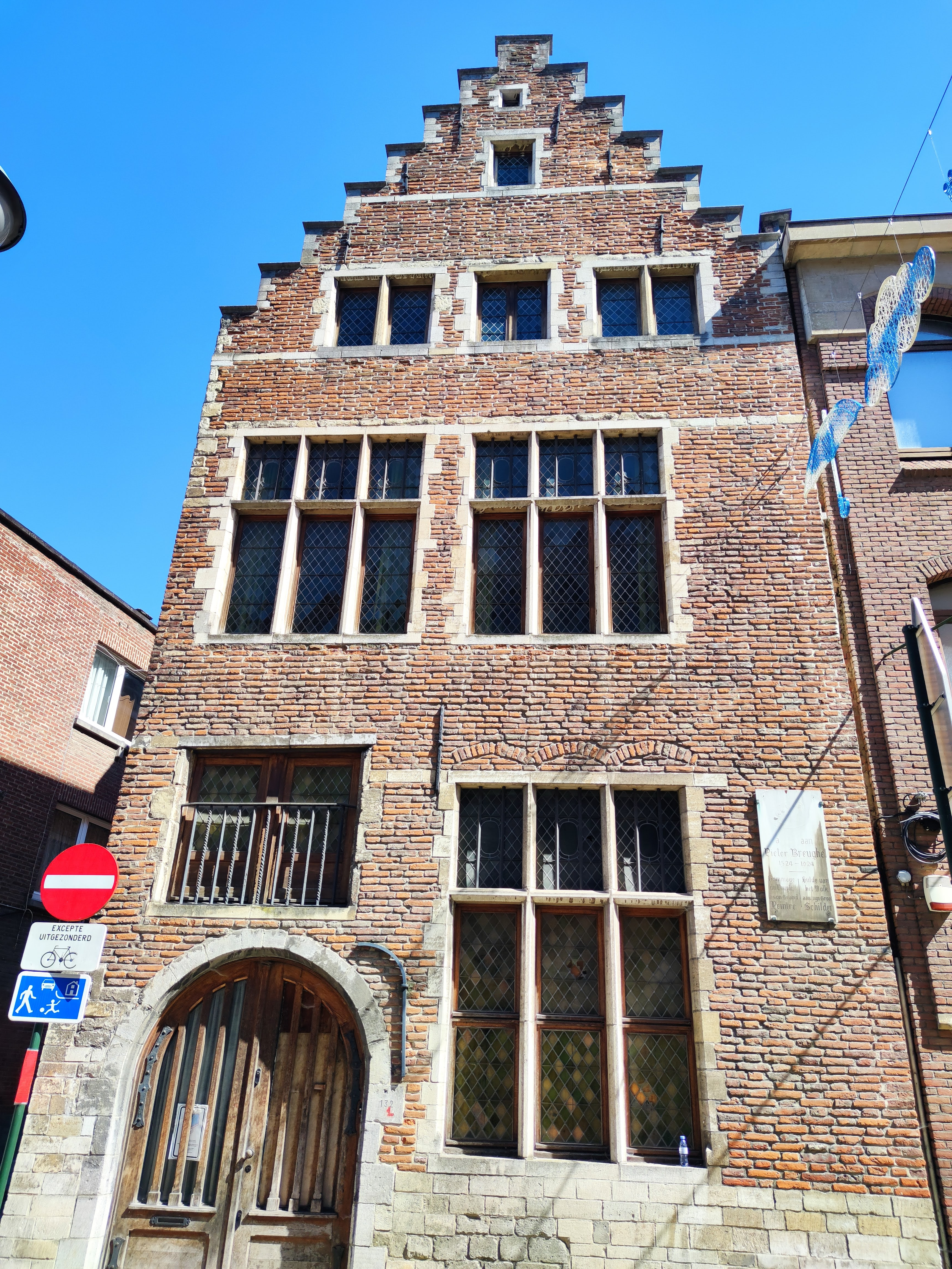
No 132.
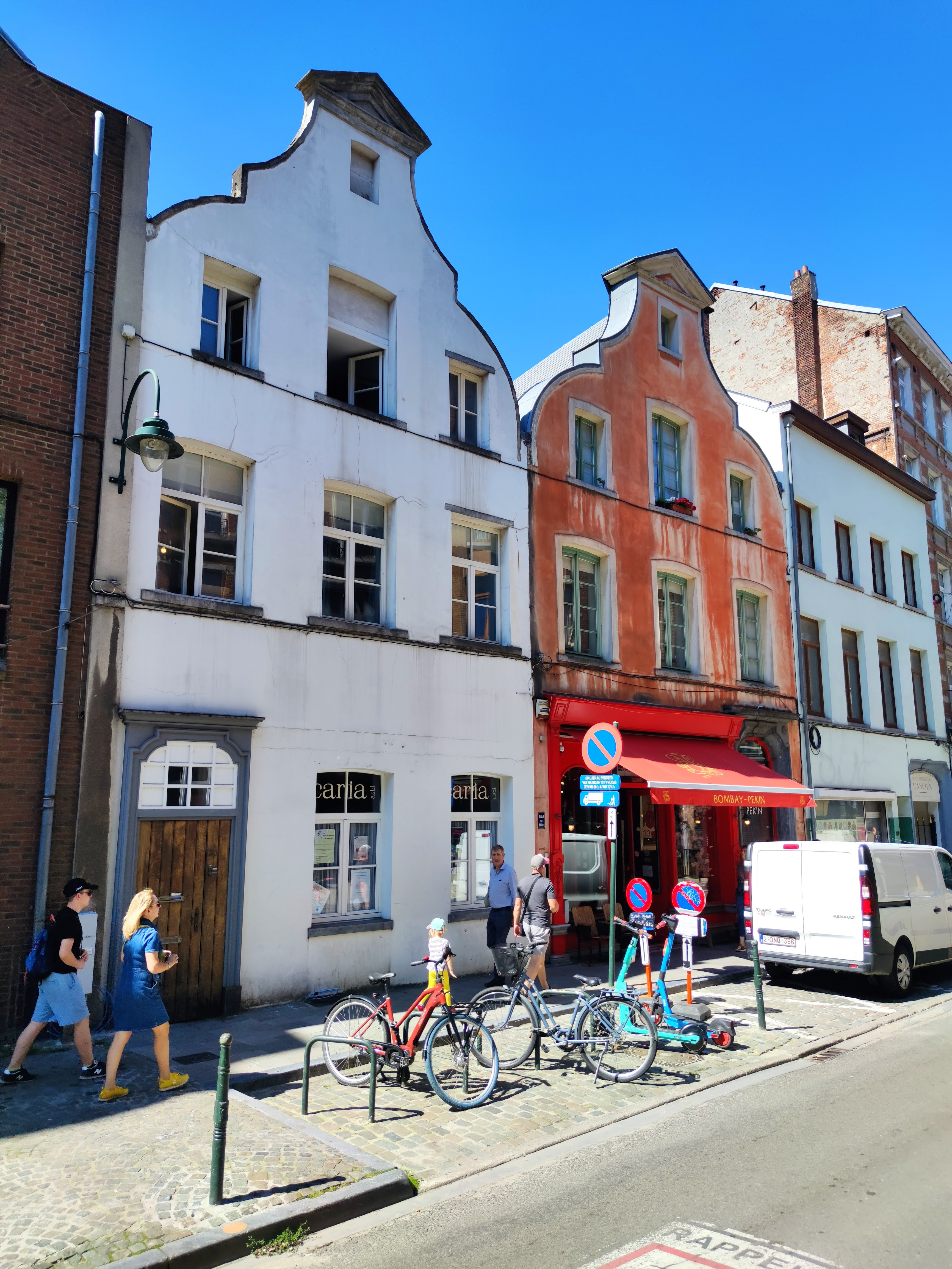
Nos 133-135.
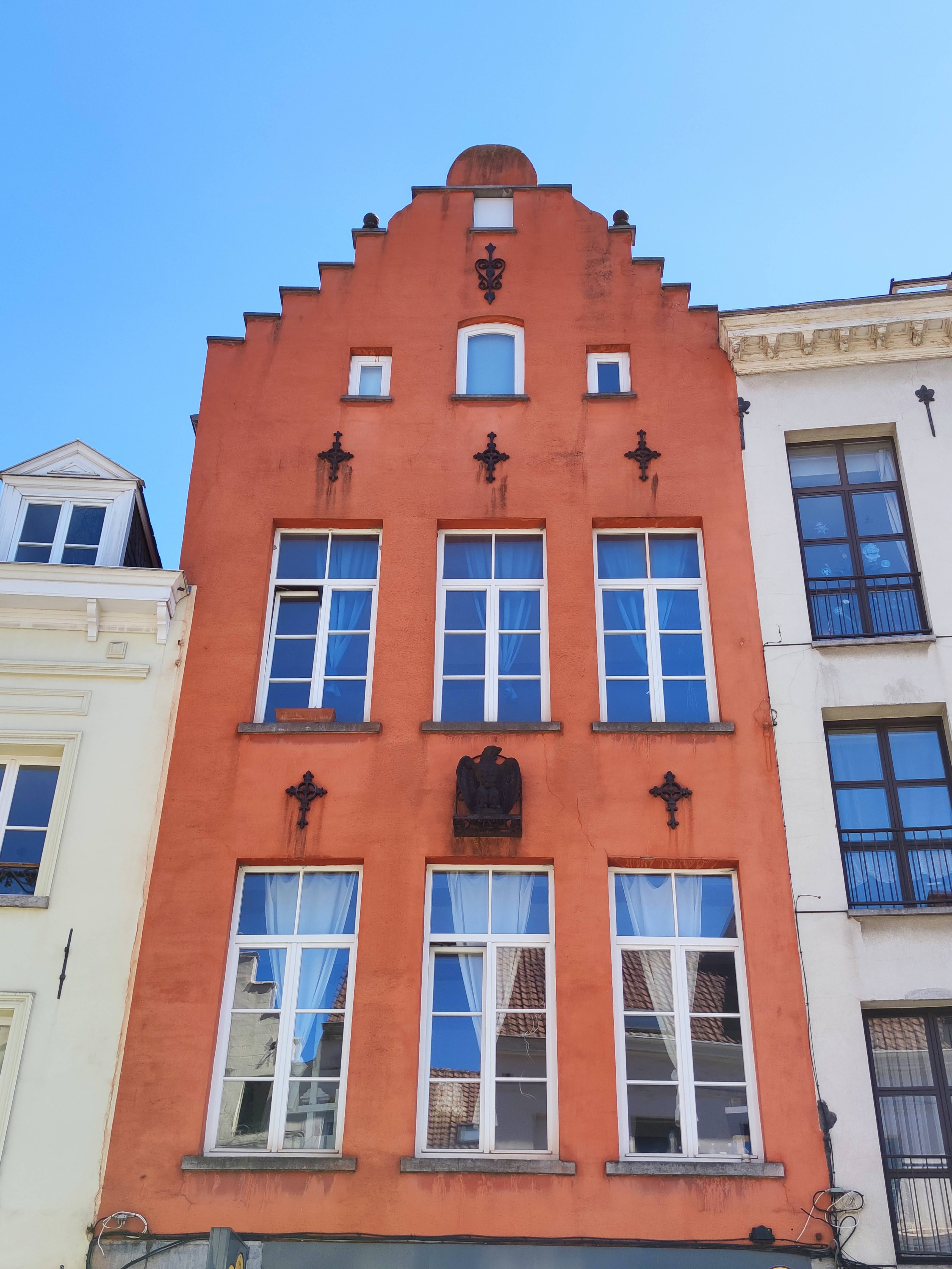
No 188.